# Southwest Ranches
Southwest Ranches est une ville américaine située dans le comté de Broward en Floride.

## Démographie
| 2000  | 2010  | - | - | - | - |
| ----- | ----- | - | - | - | - |
| 6 779 | 7 345 | - | - | - | - |

Selon le recensement de 2010, Southwest Ranches compte 7 345 habitants. La municipalité s'étend sur 13,07 milles carrés (33,85 km2).